# World in Conflict
World in Conflict és un videojoc d'estratègia militar ambientada en la Guerra Freda. És desenvolupat per Ubisoft i Massive Entertainment.

## Ambient
El joc està ambientat en els finals del 1989 i principis del 1990, quan la Unió Soviètica, en comptes de caure, decideix entrar en guerra amb els Estats Units d'Amèrica i l'Organització del Tractat de l'Atlàntic Nord. El seu primer moviment és travessar el mur de Berlín i acabar de conquerir la ciutat. Després comença a expandir-se pel nord i per l'est d'Europa, fins a arribar al sud de França. Però el verdader gir es presenta quan les forces soviètiques decideixen envair els Estats Units, cosa que deixaria els europeus sense el seu gran aliat. Els russos ataquen la ciutat de Seattle i la prenen en un dia. Tot i això, els americans tornaran a prendre Seattle uns mesos després.

## Consoles
- PC → World in Conflict, World in Conflict Soviet Assault.
- XBOX 360 → World in Conflict